# Rybalskyj-Insel

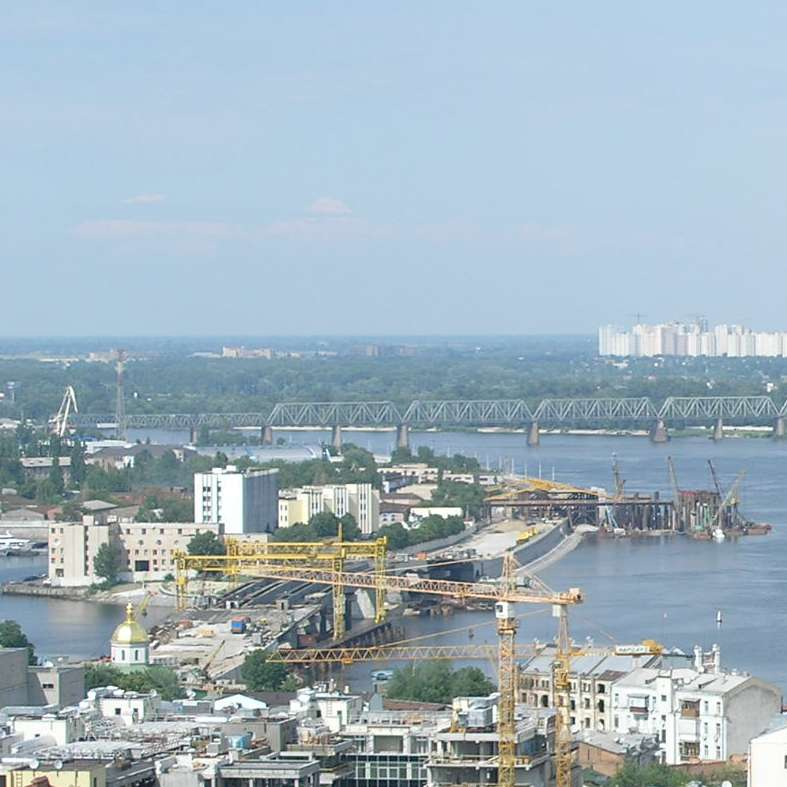
Südende der Halbinsel von Podil gesehen

Die Rybalskyj-Insel (ukrainisch Рибальський острів, zu deutsch Fischer-Insel) ist eine Halbinsel im Dnepr in der ukrainischen Hauptstadt Kiew. Obwohl es sich um eine Halbinsel handelt, wird sie allgemein Rybalskyj-Insel genannt.

## Lage
Das Gebiet liegt im Kiewer Stadtrajon Podil zwischen dem Stadtviertel Podil im Süden, dem Hafen Kiews im Westen, dem  Stadtrajon Obolon im Norden und dem Dnepr im Osten. Von der Rybalskyj-Insel führt im Norden die Nordbrücke und im Süden die Podilbrücke über den Dnepr.

## Geschichte
Der Name der Halbinsel stammt von der im 18. und 19. Jahrhundert bestehenden Fischersiedlung. Im 19. Jahrhundert bis zu Anfang des 20. Jahrhunderts gab es hier einen bekannten Fischmarkt. Im Süden der Halbinsel liegt eine künstliche Bucht, die für den 1897 erbauten Kiewer Hafen angelegt wurde.
In den 1920er und 30er Jahren wurde die Halbinsel zu einem Industriegebiet, 1928 wurde eine Werft errichtet.
Seit 1992 befinden sich der militärische Geheimdienst des Verteidigungsministeriums der Ukraine und diesem untergeordnete militärische Einrichtungen auf der Halbinsel.